# Skymning i Amerika
Skymning i Amerika: berättelser om ett annat USA är en bok av Malin Ekman utgiven 2023 på förlaget Volante.
Boken skildrar ett splittrat USA där många storstäder brutits ned av narkotikamissbruk och politisk radikalism.